# Solpuga zuluana
Solpuga zuluana (Lawrence, 1937) es una especie de arácnido  del orden Solifugae de la familia Solpugidae.

## Distribución geográfica
Se distribuye por Umseleni, Zululand, KwaZulu-Natal (el sur de África).